# Cobly
Cobly är en kommun i departementet Atacora i Benin. Kommunen har en yta på 825 km2, och den hade 67 603 invånare år 2013.

## Arrondissement
Cobly är delat i fyra arrondissement: Cobly, Datori, Kountori och Tapoga.